# Grandes éxitos 98:06
Éxitos 98:06 es la compilación o selección de los éxitos del cantautor puertorriqueño-estadounidense Luis Fonsi de sus seis anteriores álbumes y éxitos entre 1998 y 2006, se incluye las canciones inéditas: «Tu amor» y «No lo digas más». Fue lanzado al mercado por la empresa discográfica Universal Music Latino el 21 de noviembre de 2006 (Edición estándar) el cual cuenta con 13 temas y el 6 de febrero de 2007 se relanzó al mercado (Edición deluxe), esta edición cuenta con 4 temas inéditos y un combo CD/DVD.

## Lista de canciones
| N.º | Título                           | Duración |  |
| 1.  | «Tu amor»                        | 3:47     |  |
| 2.  | «No lo digas más»                | 3:48     |  |
| 3.  | «Nada es para siempre»           | 4:03     |  |
| 4.  | «Por una mujer»                  | 2:55     |  |
| 5.  | «Estos celos»                    | 3:13     |  |
| 6.  | «¿Quién te dijo eso?»            | 4:36     |  |
| 7.  | «Abrazar la vida»                | 3:37     |  |
| 8.  | «Quisiera poder olvidarme de ti» | 4:27     |  |
| 9.  | «Imagíname sin ti»               | 4:11     |  |
| 10. | «No te cambio por ninguna»       | 3:44     |  |
| 11. | «Mi sueño»                       | 4:21     |  |
| 12. | «Perdóname»                      | 4:02     |  |
| 13. | «Si tú quisieras»                | 4:26     |  |

| Grandes éxitos 98:06 (Edición deluxe) |                                      |          |  |
| N.º                                   | Título                               | Duración |  |
| 14.                                   | «Vives en mí»                        | 3:40     |  |
| 15.                                   | «Tu amor» (Acoustic version)         | 3:41     |  |
| 16.                                   | «No lo digas más» (Acoustic version) | 3:44     |  |
| 17.                                   | «Paso a paso»                        | 3:53     |  |

## Posicionamiento en listas
| Listas (2006/2007)                | Mejor posición |
| --------------------------------- | -------------- |
| Estados Unidos (Billboard 200)    | 192            |
| Estados Unidos (Top Latin Albums) | 11             |
| Estados Unidos (Latin Pop Albums) | 7              |